# Fogrovatdísz

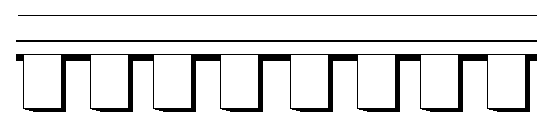
Fogrovatdísz sematikus ábrája

A fogrovatdísz vagy egyszerűbben csak fogrovat derékszögben megtört vonalú pálcatagból alakított frízdíszítmény. Rézsútosan, élükkel előreálló kőhasábokból vagy így elrendezett téglákból áll. Kizárólag a román kori építészetben fordult elő, előzménye valószínűleg a jón és korinthoszi oszloprendek fogazata. A XIX. században az eklektika átvette.